# 角山茂章
角山 茂章（つのやま しげあき、1943年12月7日 - ）は、会津大学元学長（内部規定により法人としての大学の理事長も兼務）、工学博士。
東京大学理学部物理学科卒業後日本原子力事業株式会社総合研究所（後に東芝原子力研究所と合併）入社、長年原子力畑を歩んできたが、1999年日本混相流学会会長。2002年に会津大学の産学連携構想によって立ち上げられた産学連携センターの教授として着任、翌年副学長兼務。2006年4月から2013年3月まで学長職、2014年4月から2015年3月まで顧問を務めた。2013年から2021年まで非常勤の福島県原子力対策監。2015年から2020年まで福島県環境創造センター所長を務め、東京電力福島第一原子力発電所後の県内の環境の研究を行った。